# Bart Ramselaar
Bart Ramselaar (* 29. Juni 1996 in Amersfoort) ist ein niederländischer Fußballspieler.

## Karriere

### Vereine
Ramselaar begann 14-jährig in der Jugendabteilung des FC Utrecht mit dem Fußballspielen. 19-jährig rückte er in die erste Mannschaft auf und kam in seiner Premierensaison im Seniorenbereich in fünf Punktspielen zum Einsatz. Sein Debüt in der Eredivisie, der höchsten niederländischen Spielklasse, gab er am 1. März 2015 (25. Spieltag) beim torlosen Unentschieden im Heimspiel gegen Feyenoord Rotterdam. Sein erstes Tor erzielte er am 17. Mai 2015 (34. Spieltag) beim 3:3-Unentschieden im Auswärtsspiel gegen Vitesse Arnheim mit dem Treffer zum 2:2 in der 45. Minute. Am Ende der Saison belegte der FC Utrecht den zwölften Tabellenplatz, eine Saison später rangierten die Utrechter auf Platz fünf. Zur Saison 2016/17 wurde er von der PSV Eindhoven verpflichtet, für die er am 28. August 2016 (4. Spieltag) beim torlosen Unentschieden im Heimspiel gegen den FC Groningen debütierte. Ramselaar wurde zum Saisonende mit dem Verein Vizemeister, ein Jahr später konnte er mit der PSV Eindhoven den Gewinn der niederländischen Meisterschaft feiern. Nach drei Jahren in Eindhoven wechselte er in der Sommerpause 2019 zurück zum FC Utrecht. Nach 93 Ligaspielen, in denen er 19 Treffer erzielte, wechselte er im Februar 2024 zum singapurischen Erstligisten Lion City Sailors. Am 4. Mai 2024 gewann er mit den Sailors den Singapore Community Shield. Das Spiel gegen Albirex Niigata (Singapur) wurde mit 2:0 gewonnen. Am Ende der Saison 2024/25 feierte er mit den Sailors die Meisterschaft.  Am 18. Mai 2025 bestritt er mit den Sailors das Finale der AFC Champions League Two. Hier musste man sich im heimischen Bishan Stadium dem Sharjah FC mit 1:2 geschlagen geben. Am 31. Mai 2025 stand er mit den Sailors im Endspiel des Singapore Cup. Das Finale gegen die Tampines Rovers gewann man mit 1:0. Hier erzielte er den Siegtreffer in der 49. Minute.

### Nationalmannschaft
Sein Debüt im Nationaltrikot gab er am 18. November 2014 in Uden beim 3:1-Sieg der U-19-Nationalmannschaft über die Auswahl Belgiens. Für die U-20-Nationalmannschaft bestritt er drei Länderspiele, wobei er am 7. Oktober 2015 bei der 1:3-Niederlage in Heidenheim gegen die Auswahl Englands debütierte. Am 25. März 2016 debütierte er in der U-21-Nationalmannschaft, die in La Manga del Mar Menor die Auswahl Norwegens mit 1:0 bezwang. Im Mai 2016 wurde er erstmals in den Kader der A-Nationalmannschaft berufen, musste jedoch wegen einer Verletzung absagen. Zu seinem Debüt kam er am 9. November 2016 in Amsterdam beim 1:1-Unentschieden im Test-Länderspiel gegen die Auswahl Belgiens mit Einwechslung für Georginio Wijnaldum in der 88. Minute.

## Erfolge
Lion City Sailors
- Singapurischer Meister: 2024/25
- Singapore Community Shield: 2024
- Singapore Cup-Sieger: 2025
- AFC Champions League Two: 2024/25 (Finalist)